# 3. ožujka
3. ožujka (3. 3.) 62. je dan godine po gregorijanskom kalendaru (63. u prijestupnoj godini).
Do kraja godine ima još 303 dana.

## Događaji
- 1431. – Gabriel Condulmer postao je papa Eugen IV.
- 1845. – Florida je postala 27. američkom saveznom državom.
- 1861. – Ruski car Aleksandar II. ukinuo kmetstvo.
- 1875. – U pariškoj operi prvi put izvedena Bizetova opera "Carmen".
- 1878. – Mirom u San Stefanu, kojim je završen Rusko-turski rat, Bugarska je postala autonomna kneževina u Osmanskom Carstvu.
- 1906. – Njemački astronom August Kopff otkrio asteroid nazvan 589 Croatia.
- 1915. – Osnovan je Nacionalni savjetodavni odbor za aeronautiku (NACA), prethodnik NASA-e.
- 1918. – Rusija je s Centralnim silama potpisala Mir u Brest-Litovsku i izišla iz I. svjetskog rata.
- 1923. – Objavljeno je prvo izdanje časopisa Time, koji su osnovali Briton Hadden i Henry Luce.
- 1931. – Sjedinjene Američke Države službeno prihvaćaju "The Star-Spangled Banner" kao nacionalnu himnu.
- 1958. – Nuri al-Said postao je premijer Iraka po 14. put.
- 1960. – Elvis Presley nakon dvogodišnje službe u vojsci, od koje je veći dio proveo u Njemačkoj, putuje kući te na nekoliko sati staje u Zrakoplovnoj luci Prestwik u Škotskoj. To je bio njegov prvi i posljednji posjet Velikoj Britaniji. U Sjedinjenim Državama počinje se baviti filmskom karijerom, koja počinje s filmom Gl Blues.
- 2011. – Nakon 57 dana na slobodu pušten vukovarski branitelj Tihomir Purda.

| - 1520. – Matija Vlačić Ilirik, protestantski teolog, povjesničar i filolog († 1575.) - 1839. – Jamsetji Tata, indijski industrijalac († 1904.) - 1841. – Edmund Gutmann, hrvatski industrijalac židovskog porijekla († 1918.) - 1845. – Georg Cantor, njemački matematičar († 1918.) - 1847. – Alexander Graham Bell, američki fizičar i izumitelj škotskog porijekla († 1922.) - 1911. – Jean Harlow, američka filmska glumica († 1937.) - 1927. – Josip Klima, hrvatski violinist i glazbeni pedagog († 2012.) - 1930. – Ion Iliescu, rumunjski političar i 2. predsjednik - 1938. – Božidar Peter, hrvatski rukometaš i trener († 2012.) - 1941. – Vlado Milunić, češki arhitekt hrvatskih korijena - 1946. – Tihomir Horvat, hrvatski književnik i kemičar - 1958. – Miranda Richardson, engleska glumica - 1965. – Dragan Stojković, bivši srbijanski nogometaš i trener - 1970. – Dragan Lukić Luky, hrvatski pjevač, tekstopisac i glazbeni producent - Julie Bowen, američka glumica - 1976. – Oksana Lada, ukrajinska glumica - 1982. – Jessica Biel, američka glumica - 1983. – Karol Nawrocki, poljski političar - 1997. – Camila Cabello, kubansko-američka pjevačica | - 1703. – Robert Hooke, engleski fizičar (* 1635.) - 1707. – Aurangzeb, indijski car (* 1618.) - 1800. – Gregor Jožef Plohel slovenski pisac (* 1730.) - 1978. – Zvonko Milković, hrvatski pjesnik i putopisac (* 1888.) - 1983. – Hergé, belgijski crtač, autor Tintina (* 1907.) - 1996. – Marguerite Duras, francuska spisateljica (* 1914.) - 2005. – Rinus Michels, nizozemski nogometaš i trener (* 1928.) - 2007. – Osvaldo Cavandoli, talijanski crtač crtanih filmova (* 1920.) - 2011. – Višnja Strahuljak, hrvatska književnica (* 1926.) - 2018. – David Ogden Stiers, američki glumac (* 1942.) - 2019. – Milan Linzer, hrvatski političar i športski dužnosnik iz Austrije (* 1937.) - Vlado Jukić, hrvatski psihijatar (* 1951.) - 2020. – Božidar Alić, hrvatski glumac (* 1954.) |

## Imendani
- Kunigunda
- Marin
- Marinko
- Ticijan
- Kamilo
- Anzelmo